# Carmelo Sciuto Patti
Carmelo Sciuto Patti (Catania, 21 gennaio 1829 – Catania, 7 febbraio 1898) è stato un architetto, ingegnere e geologo italiano.

## Biografia
Nato a Catania da Salvatore Sciuto Borzì (1796-1880) e Agata Palma Patti (1806-1865), laureato in Architettura all'Università degli Studi della sua città il 4 luglio 1851, professore di Costruzione nel R. Istituto tecnico di Catania (dal 1866 al 1892), professore sostituto provvisorio in Geologia e Mineralogia nel 1860 e docente in Disegno d'Ornato e d'Architettura nel 1887 nello stesso ateneo. Si occupò della progettazione di molti edifici pubblici e religiosi nella Provincia di Catania nella seconda metà dell'Ottocento, alcuni dei quali sorgono ad Acireale: tra le prime opere il "Teatro Vincenzo Bellini", progettato nel 1862 e inaugurato nel 1870, vent'anni prima quindi dell'apertura del Teatro Massimo di Catania. In questa e in altre occasioni fu collaborato dal pittore e decoratore acese Giuseppe Spina Capritti (1816-1911).
Dal 1861 socio dell'Accademia Gioenia, poi segretario generale (1864-1887), vicepresidente (1888-1889 e 1895-1896), ne diverrà presidente nel triennio 1896-1898 succedendo a Giuseppe Zurria.
Nel 1862 stila un progetto per l'ingrandimento del Porto di Catania, in collaborazione con altri membri dell'Accademia Gioenia tra i quali l'ingegnere acese Lorenzo Maddem.
Nel 1866 presentò il progetto per la facciata della Chiesa della Santissima Annunziata di Paternò. Tra il 1868 e il 1869 realizzò il campanile e il cupolino della Cattedrale di Sant'Agata, e s'impegnò inoltre anche nella progettazione del campanile della chiesa di Sant'Agata la Vetere, l'ex Cattedrale. Si dedicò pure alla progettazione di edifici storici o nobiliari: è infatti datata tra il 1851 e il 1865 la perizia della ristrutturazione di Palazzo Auteri, e prima del 1871 progettò il Palazzo Manganaro (attuale Palazzo Trewhella) con il cortile, sulla via Giuseppe Garibaldi, sempre a Catania.

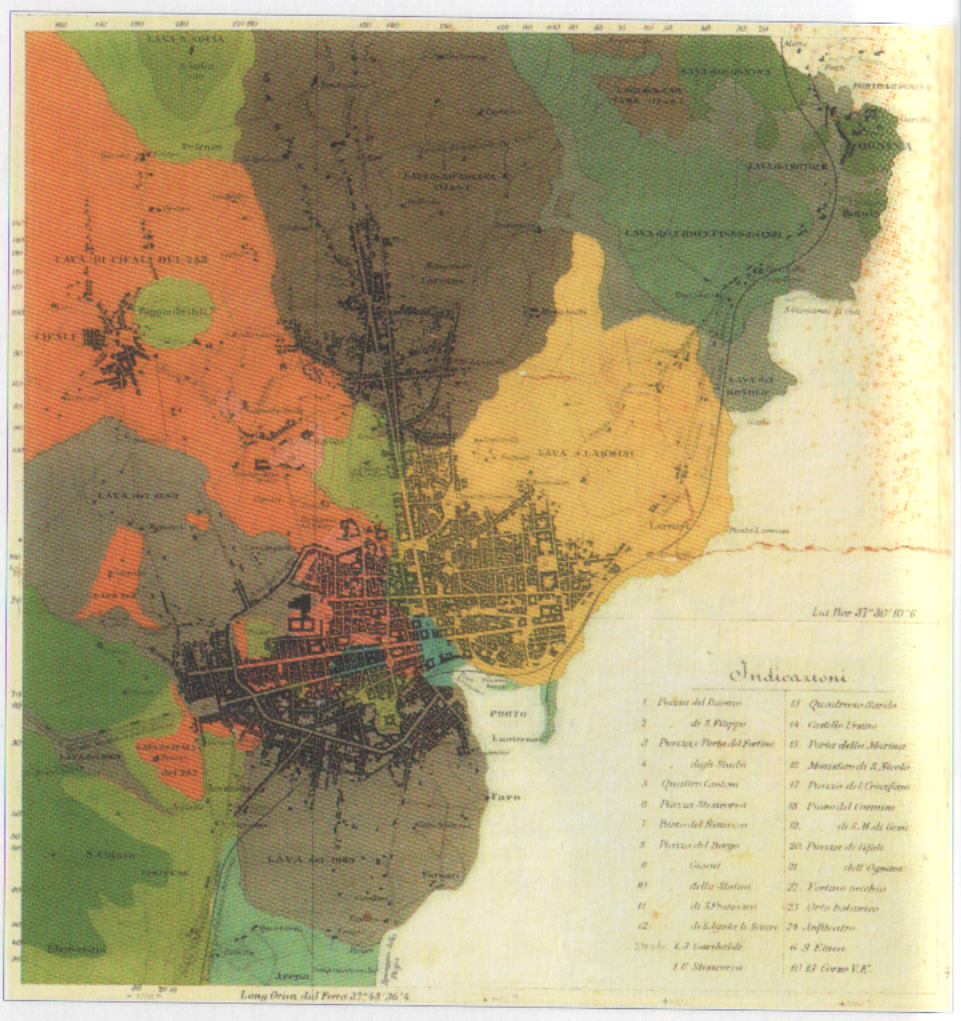
1873, Carta geologica della città di Catania e dintorni, Tav VII, Epoca attuale.

Nel 1873 partecipa alla Esposizione Universale di Vienna con la Carta Geologica della Città di Catania e dintorni di essa. La cartografia composta da otto tavole a colori viene riprodotta a Palermo dal litogarfo di origine svizzera Georg Frauenfelder. Collabora nello stesso periodo con l'archeologo tedesco Adolf Holm alla stesura del volume Das alte Catania, tradotto nel 1925 da Guido Libertini.
Tra il 1872 e il 1874 nel capoluogo etneo realizzò altri due progetti: la Chiesa di Santa Maria della Guardia e la Chiesa di Santa Maria de la Salette.
Allo stesso periodo risale anche la Chiesa della Madonna del Rosario in Fleri, frazione di Zafferana Etnea (colpita per ben due volte in quest'ultimo secolo da sismi). Nel 1880 fu eletto Regio Ispettore ai Monumenti e Scavi di Antichità e Belle Arti della Provincia di Catania. Nel 1888 viene inaugurato il suo capolavoro di architettura civile e religiosa: il Collegio Pennisi ad Acireale, dei Gesuiti, sereno e grandioso, che ricorda nel ritmo e nelle soluzioni decorative, pur lontano nel tempo, Carlo Maderno.
Nel 1889 ad Acireale fu interpellato per la questione del progetto della strada d'Italia, un corso che avrebbe dovuto collegare la Piazza del Duomo e la Basilica collegiata di San Sebastiano all'incrocio con via Pergola Lunga (poi via Sciacca, oggi via Lorenzo Maddem) e proseguire drittissimo fino alla linea ferroviaria nei pressi del neogotico Castello Scammacca. Su invito del sindaco della città valutò un progetto già redatto, giungendo alla conclusione che "...è di difficile riuscita sotto il rapporto estetico, specialmente per ciò che riguarda il profilo altimetrico, al quale inconveniente non può per nulla ovviarsi senza una radicale modifica di esso".
Nel 1892 lavorò nella Provincia di Agrigento, dove iniziò i lavori per la facciata della Chiesa madre di Santa Maria Assunta a Favara.
Fu anche ingegnere e geologo, occupandosi anche dei rilievi dei substrati lavici sui quali era stata costruita la sua città natale, individuando nel sottosuolo e segnando in una carta geologica ben nove differenti zone di lava. Fu, tra l'altro, membro della Commissione esaminatrice per l'ammissione al Corso nella Facoltà delle Scienze fisico-matematiche, delle Commissioni per gli esami speciali d'Architettura e di Geologia, e della Commissione per gli esami generali in quest'ultima Facoltà, della Commissione conservatrice dei Monumenti e Oggetti d'Arte e Antichità (nel 1876).
Fu Socio Corrispondente della Società Economica della Provincia di Catania, della Senckenbergiana di Francoforte sul Meno, della Regia Accademia Centrale delle Belle Arti dell'Emilia, dell'Accademia dei Fisiocritici di Siena, dell'Agraria di Pesaro, della Petrarca di Arezzo, della Société Malacologique de Belgique di Bruxelles, della Società Italiana di Storia ed Archeologia in Moncalvo, dell'Accademia di scienze, lettere e belle arti degli Zelanti e dei Dafnici, della KK Geologische Reichsanstalt di Vienna e di altri venti sodalizi. Inoltre fu anche ingegnere dir. esecutore dei lavori per l'irrigazione della Piana di Catania, ecc. Pubblicò numerosi studi di ingegneria, architettura, archeologia, geologia, storia patria.
Sposato con Maddalena Auteri Berretta, è il padre di Agata (1864-1924) sposata nel 1899 con Giovanni Vigo, di Maria (1870-1900) sposata nel 1893 con il professor Eugenio Di Mattei e di Salvatore (1877-1926) sposato nel 1906 con Antonietta Francica-Nava, Regio Ispettore onorario dei Monumenti di Catania dal 1911.

## Opere progettate o dirette

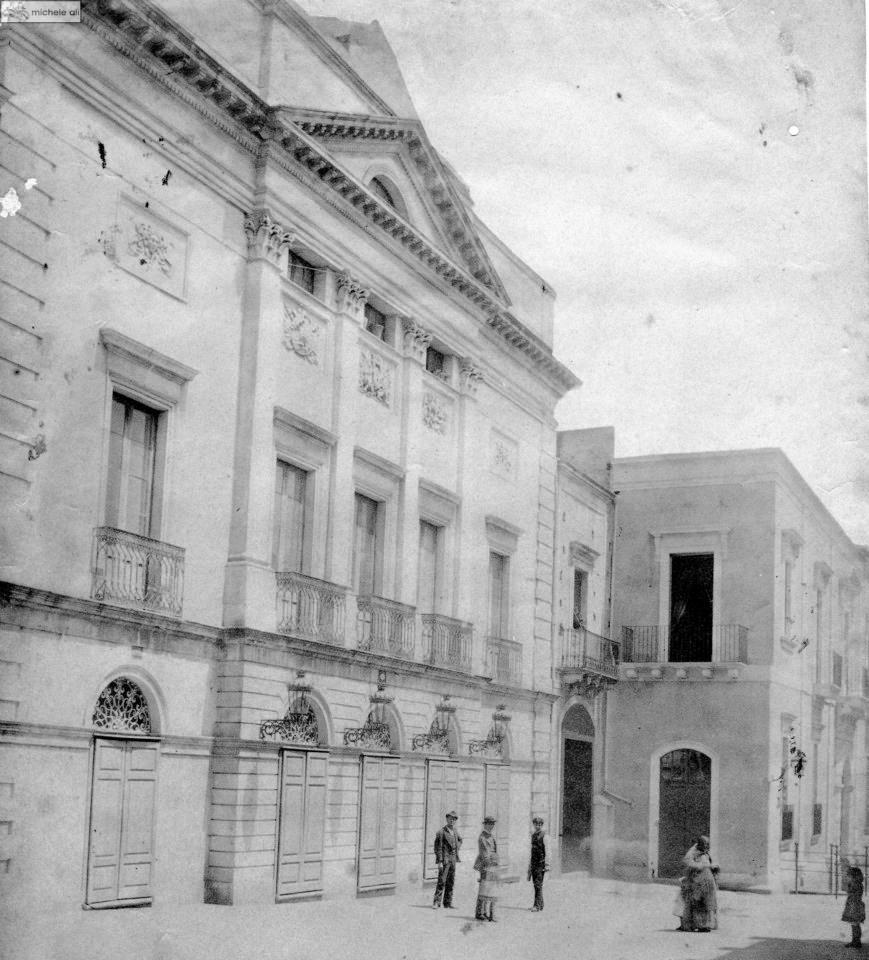
Teatro di Acireale

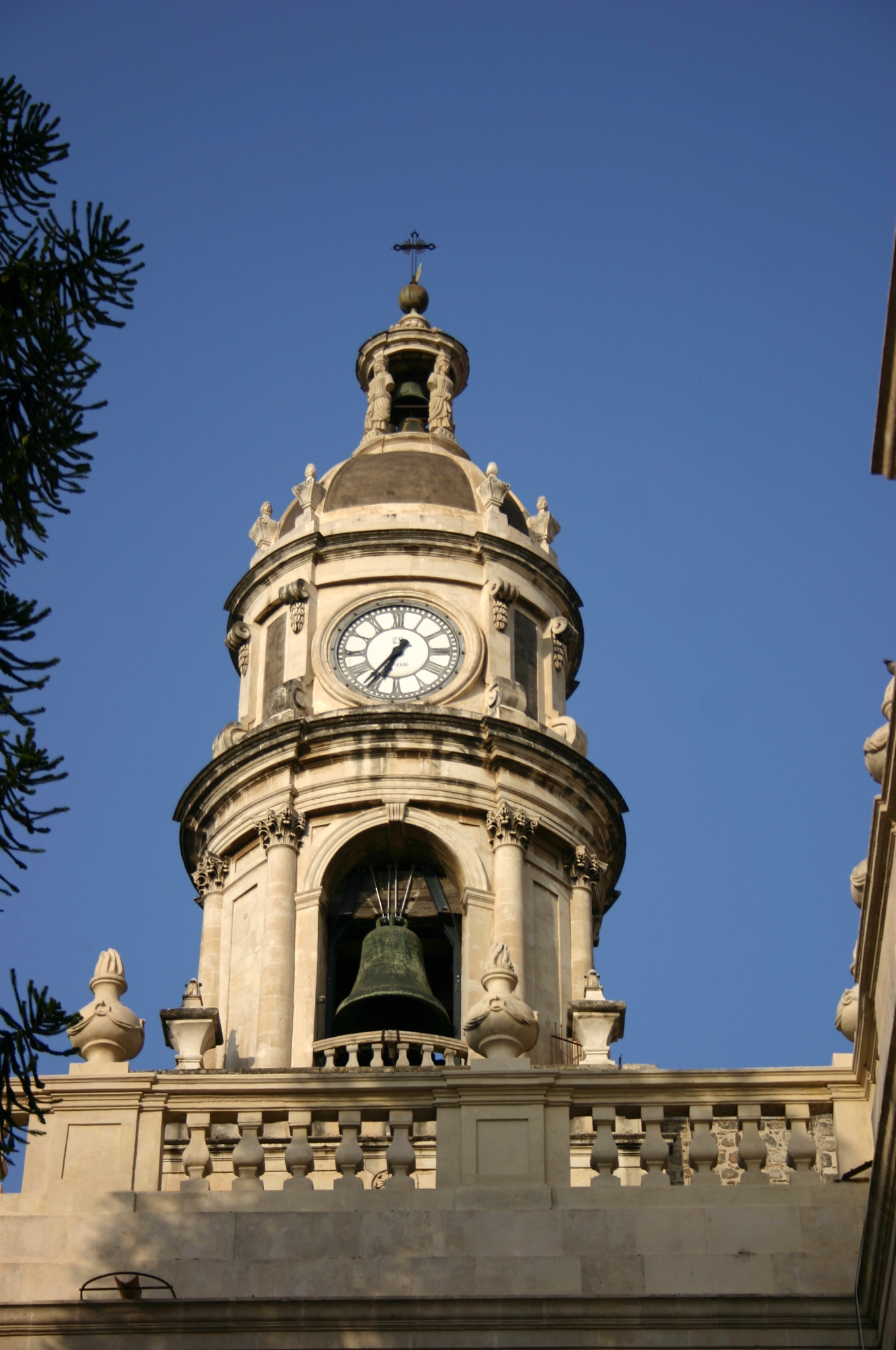
Catania, campanile della Cattedrale

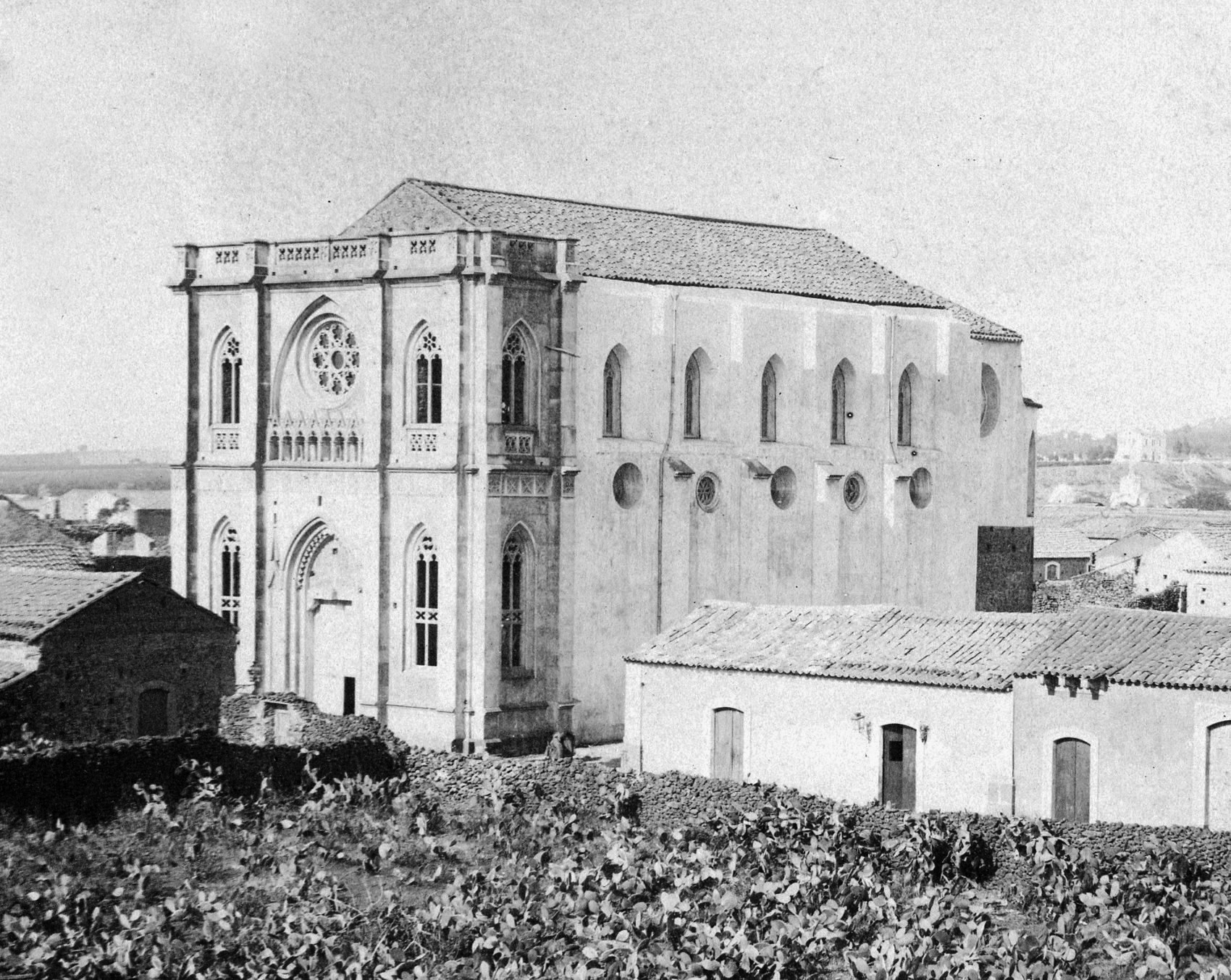
Catania, chiesa di S. Maria della Salette

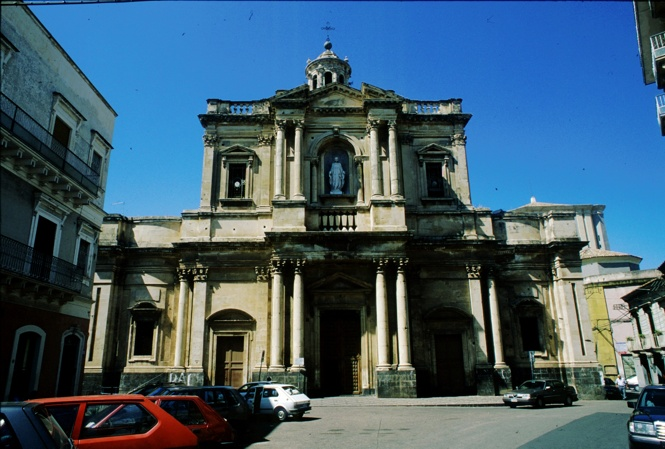
Paternò, prospetto della chiesa della Santissima Annunziata

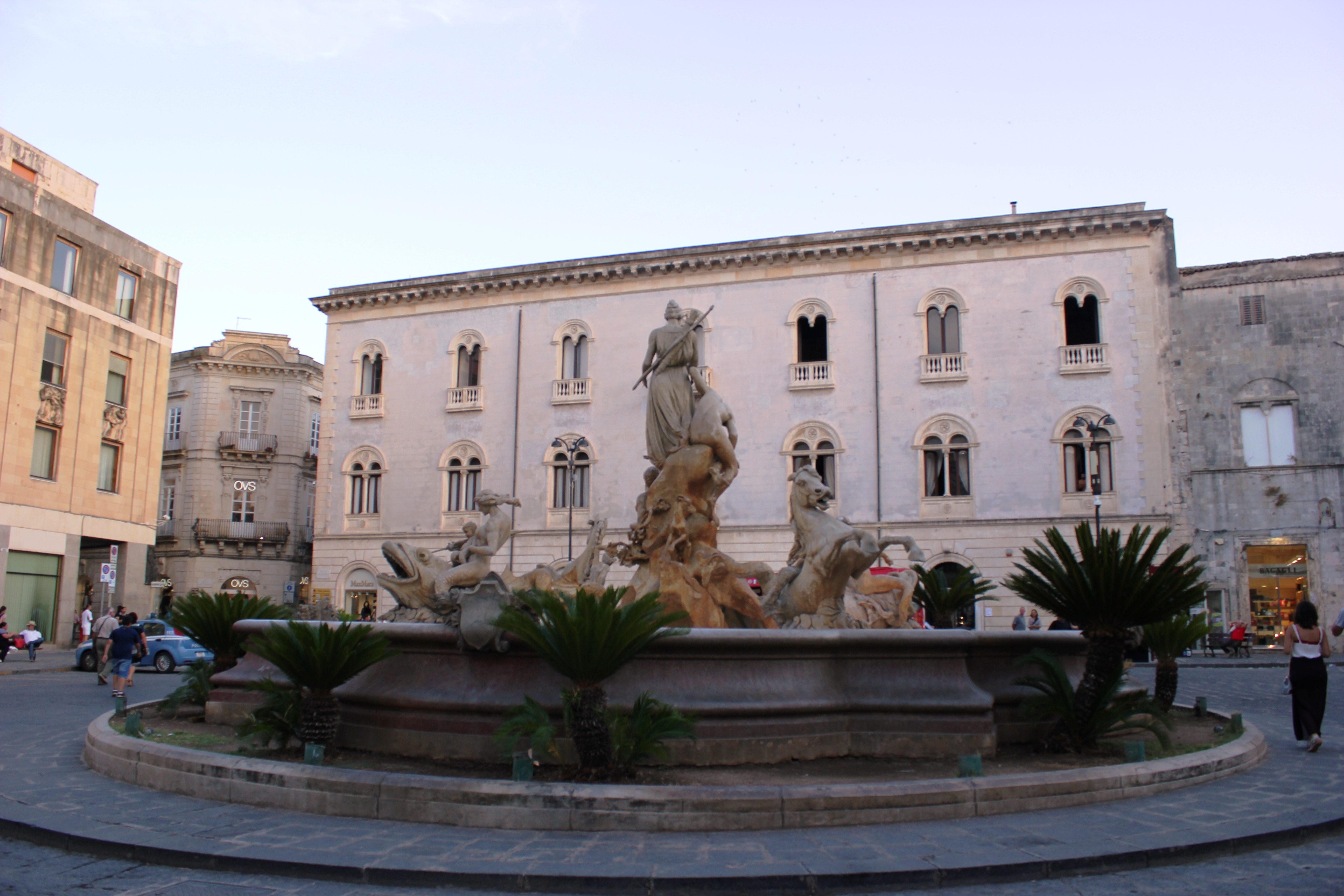
Siracusa, piazza Archimede, sullo sfondo Palazzo Gargallo

1. Campanile del Duomo di Catania (Marzo 1852)
2. Monumento sepolcrale alla memoria del Prof. Mario Musumeci nella Chiesa di Sant'Agata la Vetere di Catania (1852)[9]
3. Prospetto della Chiesa della Santissima Annunziata nella frazione Nunziata di Mascali (1861)
4. Teatro Vincenzo Bellini" di Acireale (1862)
5. Progetto d'ingrandimento del Porto di Catania (1862)
6. Progetto della Traversata della Ferrovia per la Città di Catania, redatto unitamente ai Prof. Maddem e Distefano (1865)
7. Progetto del Prospetto della Chiesa del Monastero di Maria Santissima Annunziata di Paternò (1865)
8. Ospedale Medico-Chirurgico di Giarre (1866)
9. Chiesa di Santa Maria de la Salette di Catania (1872-74)
10. Chiesa di Santa Maria della Guardia di Catania (1872-74)
11. Altare maggiore nella Cattedrale di San Giovanni Battista di Ragusa (1877)[10]
12. Chiesa dei Santi Angeli Custodi di Catania (1882)
13. Chiesa del Santissimo Sacramento Ritrovato di Catania (1890-1894)
14. Progetto della Chiesa madre di Santa Maria Nunziata di Favara (1892)
15. Organo del Duomo di Catania (1877)
16. Chiesa di Santa Maria della Mercede di Catania
17. Soffitto della Chiesa di San Francesco di Paola di Catania (poi distrutto da un incendio tra la notte del 23 e il 24 agosto 1894)
18. Asilo Sant'Agata delle Piccole Suore dei Poveri di Catania
19. Collegio "Agostino Pennisi" di Acireale
20. Palazzo Manganaro (poi Palazzo Trewhella) di Catania
21. Palazzo del Marchese Gargallo di Siracusa

## Scritti principali
- Ruderi scoperti in Catania nella strada del Corso. Giorn. di Cat., an. V, 1853.
- Sugli avanzi di un antico monumento creduto tempio di Ercole esistente in Catania. Cenni critici, Catania, Tip. del Reale Ospizio di Beneficenza, 1854.
- Notizia su i ruderi scoperti in Catania di pertinenza del Ninfeo. Giorn. del Gab. Lett. dell'Acc. Gioen., N.S., Vol. II, 1856.
- Relazione geognostica delle colline delle terreforti che si estendono ad occidente di Catania: letta nella seduta ordinaria del 27 marzo 1856 dell'Accademia Gioenia di Scienze Naturali, Catania, tip. del reale ospizio di beneficenza, 1856.
- Su taluni Ruderi scoperti in Catania sotto il lato orientale del Duomo. Giorn. del Gab. Lett. dell'Acc. Gioen., N.S., Vol. III., 1857.
- Dell'utilità del drennaggio in talune terre della piana di Catania: memoria letta nell'adunanza generale del di 30 maggio 1857 della società economica della provincia di Catania, Catania, tip. dell'accademia Gioenia di C. Galatola, 1857.
- Su gli avanzi di un Ninfeo scoperti in Catania. Giorn. del Gab. Lett. dell'Acc. Gioen., N.S., Vol. IV, 1858.
- Sull'ingrandimento del Porto di Catania. Memoria comunicata all'Accademia Gioenia di scienze naturali nella tornata ordinaria del dì 5 dicembre 1861. Catania, tip. di C. Galatola, 1862. (Anche on line)
- Su taluni avanzi di antichi pavimenti a musaico scoperti in Catania. Giorn. di Ant. e Belle Art. Palermo, an. I, 1863.
- Sull'età probabile della massa subaerea dell'Etna: memoria comunicata all'Accademia Gioenia di scienze naturali nella tornata ordinaria del 28 gennaro 1866, Catania, Stab.tip. di C. Galatola, 1866.
- Progetto di spedale medico per la città e mandamento di Giarre provincia di Catania, Milano, tip. degli ingegneri, 1867.
- Relazione dei lavori scientifici sostenuti nell'anno XLI dell'Accademia Gioenia di Scienze naturali: letta nell'adunanza generale di Maggio 1866 dal segretario generale Carmelo Sciuto-Patti, Catania, Stab. tip. Galatola, 1868.
- Relazione dei lavori scientifici tratti nell'anno XLII dell'Accademia Gioenia di Scienze naturali: letta nell'adunanza generale di giugno 1867 dal segretario generale Carmelo Sciuto-Patti, Catania, stab. tip. Galatola, 1869.
- Relazione dei lavori scientifici tratti nell'anno XLIII dell'Accademia Gioenia di Scienze Naturali : letta nell'adunanza generale di giugno 1868 dal segretario generale Carmelo Sciuto-Patti, Catania, stab. tip. Galatola, 1869.
- Sulla temperatura del mare nel golfo di Catania. Nota, Catania, C. Galatola, 1870.
- Abbozzo di una carta demografica della città di Catania e sobborghi: studii relativi alla topografia di Catania. Memoria comunicata all'Accademia Gioenia nella tornata ordinaria di dicembre 1872 dal socio ... C. Sciuto-Patti, S.l., s.n., 1872?
- Carta geologica della città di Catania e dintorni di essa: presentata all'accademia gioenia nella seduta ordinaria di settembre 1872, Catania, Stabilimento Tipografico di C. Galatola, 1873; poi Catania, Tip. C. Galatola, 1877.
- Carta idrografica della città di Catania e dei dintorni immediati ad essa, ed. Galatola, Catania, 1877.
- Progetto di altare maggiore per la chiesa parrocchiale di S. Giovanni Battista in Ragusa, Catania, Tip. di C. Galatola, 1877.
- Su di un Antico Monumento Troglodite esistente in Rosolini. Catania, 1880
- Sul sito dell'Antica Città di Symaetus. Arch. Stor. Siciliano, N. 8, anno V, 1880.
- Cronaca sacra Catanese dei secoli XVI e XVIII. Il Miracolo della Santa Eucaristia nel Duomo. La Chiesa del SS. Sacramento ritrovato, Catania, Galatola, 1885.
- Sul Castello Ursino: Notizie storiche. Palermo, Tip. Dello Statuto, 1886.
- La fontana dell'elefante esistente in Catania. Palermo, Tip. dello Statuto, 1888.
- Il Culto Eucaristico in Sicilia, particolarmente nella Diocesi di Catania. Gior. la Campana, Num. Unico, 1891.
- Di un antico monumento del S.S. Rosario, esistente nella Chiesa di S. Domenico fuori le mura in Catania. Catania, Tip. C. Galatola, 1889.
- Le antiche oreficerie del Duomo di Catania: la statua, lo scrigno e la bara di S. Agata. Cenni storico-critici. Arch. Stor. Sic., N.S., anno XVII, 1892.
- I monumenti di Sant'Agata esistenti in Catania. Note storico-archeologiche. Catania, Tip. Roma di R. Bonsignore, 1892.
- Le più antiche campane esistenti in Catania ed i fonditori di esse. Palermo, Tipografia Lo statuto, 1892.
- Su gli antichi paghi esistenti nelle vicinanze di Catania. Studii relativi all'antica topografia di Catania. Palermo, Tipografia lo Statuto, 1892.
- Sulla Temperatura delle acque di un pozzo perforato in terreno sedimentario, e di altri pozzi in terreno vulcanico. Atti dell'Acc. Gioen. Ser. 4ª Vol. VIII, 1895.
- Sulla temperatura della lava. Atti dell'Acc. Gioen. Ser. 4ª Vol. VIII, 1895.
- Contribuzione allo studio dei terremoti in Sicilia. Catania, coi tipi di C. Galatola, 1896.
- Su taluni avanzi d'arte antica scoperti in Catania nella Via Zappala Gemelli. Arch. Stor. Sic., Palermo, N.S., anno XX. 1896.
- In memoria di Crescenzio Galàtola, 1813-66. Catania, coi tipi di C. Galàtola, 1897.
- Su di un antico Monumento del ss. Rosario esistente in Catania. Bollettino delle sedute della Accademia gioenia di scienze..., 1898.